# Hermann von Dorne (Politiker, 1596)

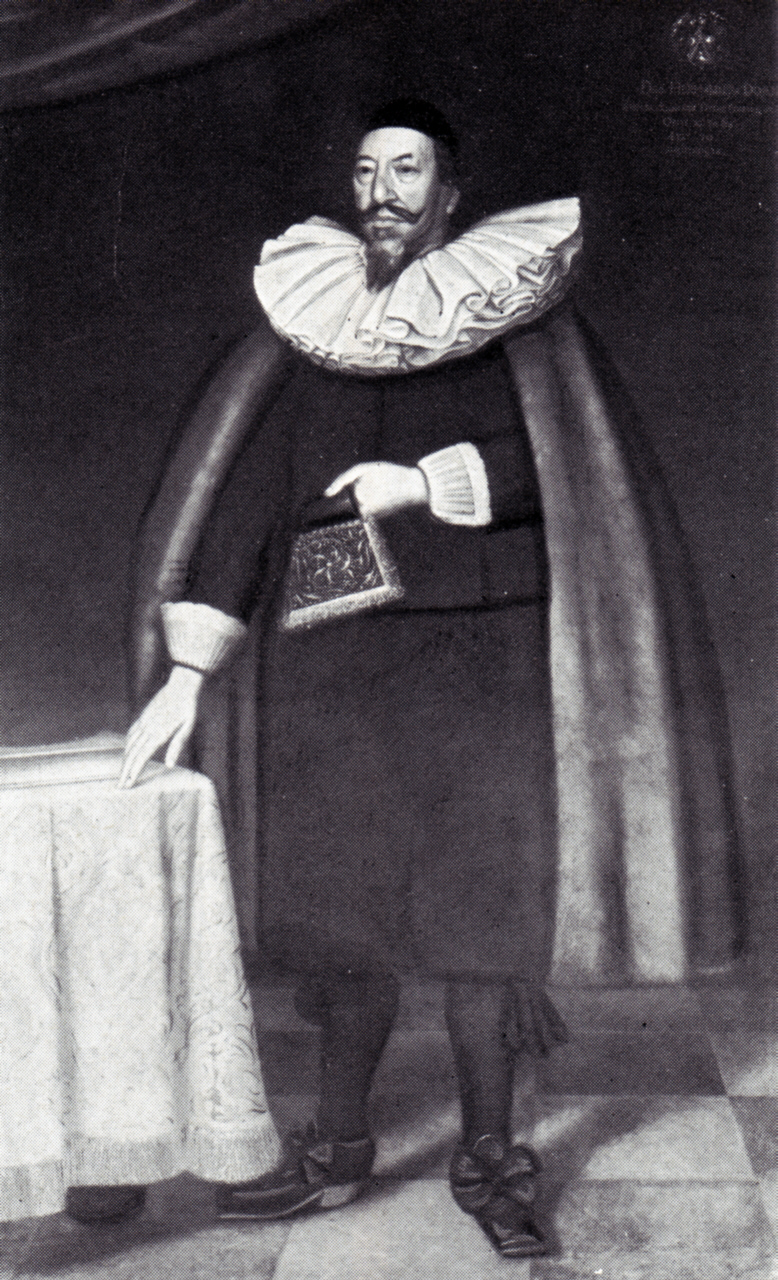
Hermann von Dorne

Hermann von Dorne, auch van Dorne (* 8. März 1596 in Lübeck; † 16. Mai 1665 ebenda) war ein Bürgermeister der Hansestadt Lübeck.
Hermann von Dorne entstammte der Lübecker Ratsfamilie von Dorne und war der ältere Sohn des Ratsherrn Hermann von Dorne. Hieronymus von Dorne (1603–1671), der spätere Stadthauptmann von Mölln, war sein jüngerer Bruder. Hermann von Dorne studierte ab 1613 an der Universität Rostock. Er wurde 1633 in den Rat der Stadt gewählt und dort 1651 zum Bürgermeister bestimmt. Als Ratsherr war er von 1647 bis 1650 Kämmereiherr. Als Gesandter der Stadt vertrat er diese 1639 gemeinsam mit dem Syndikus Benedikt Winkler in Stade als Vermittler in einem Streit zwischen dem späteren dänischen König Friedrich III., der als Friedrich II. 1634–1648 Erzbischof  von Bremen war, und dem Rat der Hansestadt Bremen. 1642 vertrat er die Stadt gemeinsam mit dem Syndikus und späteren Bürgermeister David Gloxin am dänischen Hof in Kopenhagen in Fragen des Sundzolls. 1663 wurde er Patenonkel von Gloxins Enkel August Hermann Francke.
Er war zweimal verheiratet: In erster Ehe mit einer Tochter des Ratsherrn Bernhard Wedemhof. Durch die zweite Ehe mit einer Tochter des Hermann von Wetken († ca. 1650) kam er in den Besitz des Gutes Trenthorst. Daneben nutzte er das städtische Gut Lauerhof. Sein Sohn Hieronymus von Dorne wurde später ebenfalls Bürgermeister der Stadt.